# Flurica
Genre
Flurica est un genre d'araignées aranéomorphes de la famille des Salticidae.

## Distribution
Les espèces de ce genre sont endémiques de Bolivie.

## Liste des espèces
Selon World Spider Catalog (version 24.5, 15/08/2023) :
- Flurica amazonica Perger, Metzner, Höfer & Rubio, 2023
- Flurica sikimira Perger & Rubio, 2022

## Systématique et taxinomie
Ce genre a été décrit par Perger et Rubio en 2022 dans les Salticidae.

## Publication originale
- Perger & Rubio, 2022 : « A new genus of jumping spider from the Bolivian Yungas forest, a new country record for Erica eugenia Peckham & Peckham, 1892, and notes on turtle ant mimicry (Araneae: Salticidae: Simonellini). » Arachnology, vol. 19, no 2, p. 574-549.